# Graniczna Placówka Kontrolna Hrubieszów
Graniczna Placówka Kontrolna Hrubieszów – zlikwidowany pododdział Wojsk Ochrony Pogranicza wykonujący kontrolę graniczną osób, towarów  i środków transportu bezpośrednio przejściach granicznych na granicy z ZSRR.

Graniczna Placówka Kontrolna Straży Granicznej w Hrubieszowie – zlikwidowana graniczna jednostka organizacyjna Straży Granicznej wykonująca kontrolę graniczną osób, towarów i środków transportu bezpośrednio w przejściach granicznych na granicy z Ukrainą.

## Formowanie i zmiany organizacyjne
Graniczna Placówka Kontrolna Hrubieszów (GPK Hrubieszów) została utworzona 1 grudnia 1978 i podlegała bezpośrednio pod sztab Nadbużańskiej Brygady WOP w Chełmie.
1 października 1989 rozformowana została Nadbużańska Brygada WOP, na jej bazie powstał Nadbużański Batalion WOP w Chełmie, a GPK Hrubieszów włączono w jego struktury, który przeniesiono do struktur Bieszczadzkiej Brygady WOP w Przemyślu i tak funkcjonowała do 15 maja 1991].
Straż Graniczna:
16 maja 1991 graniczna placówka kontrolna została przejęta przez Nadbużański Oddział Straży Granicznej w Chełmie i przyjęła nazwę Graniczna Placówka Kontrolna Straży Granicznej w Hrubieszowie (GPK SG w Hrubieszowie).
W 2000 rozpoczęła się reorganizacja struktur Straży Granicznej związana z przygotowaniem Polski do wstąpienia do Unii Europejskiej i przystąpieniem do Traktatu z Schengen. Podczas restrukturyzacji wprowadzono kompleksową ochronę granicy już na najniższym szczeblu organizacyjnym, tj. strażnica i graniczna placówka kontrolna. Wprowadzona całościowa ochrona granicy zniosła podział na graniczne jednostki organizacyjne ochraniające tylko tzw. „zieloną granicę” i prowadzące tylko kontrole ruchu granicznego. W wyniku tego nastąpiło zniesienie Strażnicy SG w Hrubieszowie, a ochraniany odcinek przejęła Graniczna Placówka Kontrolna SG w Hrubieszowie.
Jako Graniczna Placówka Kontrolna Straży Granicznej w Hrubieszowie funkcjonowała do 23 sierpnia 2005 i 24 sierpnia 2005, Ustawą z 22 kwietnia 2005 O zmianie ustawy o Straży Granicznej..., została przekształcona na Placówkę Straży Granicznej w Hrubieszowie (PSG w Hrubieszowie) w strukturach Nadbużańskiego Oddziału Straży Granicznej.

## Ochrona granicy
Straż Graniczna:
2 stycznia 2003 GPK SG w Hrubieszowie przejęła pod ochronę odcinek granicy państwowej, po rozformowanej Strażnicy SG w Hrubieszowie i ochraniała wyłącznie odcinek granicy rzecznej z Ukrainą przebiegającą środkiem koryta rzeki granicznej Bug4. 

### Podległe przejścia graniczne
- Hrubieszów-Włodzimierz Wołyński (kolejowe) (od 1 grudnia 1978, w odległości 3 km od PSG[9])
- Zosin-Uściług (drogowe) (od 10.10.1995, położone w odległości 18 km od GPK[9]).

## Strażnice sąsiednie
- Strażnica SG w Horodle ⇔ Strażnica SG w Kryłowie – 02.01.2003[6].

## Dowódcy placówki
- mjr Wiaczesław Dudzicz[10] (01.12.1978–30.10.1984)[1]
- kpt. Jan Orłowski[10].